# Héctor Varela
Héctor Varela (* 29. Januar 1914 in Buenos Aires; † 30. Januar 1987 ebenda) war ein argentinischer Musiker, sein bürgerlicher Name lautete Salustiano Paco Varela. Als Bandleader, Arrangeur, Komponist und Bandoneonspieler prägte er den Tango Argentino. 

## Karriere
Varelas Karriere begann bereits im Alter von 16 Jahren, er spielte zunächst Bandoneon in verschiedenen Orchestern. In den 1940er Jahren gehörte er zum Orchester des bedeutenden Bandleaders Juan D’Arienzo, ab den 1950er Jahren feierte er mit seinem eigenen Orchester große Erfolge. Dabei entwickelte er einen unverwechselbaren Stil, der sich in Rhythmik und Sound von den Arbeiten mit und für D’Arienzo unterschied. Prägend sind die Stimmen der Sänger Rodolfo Lesica und Argentino Ledesma.

## Diskographie
- Noches de Cabaret, EMI, 2004
- Grandes Del Tango 30 Temas, Sony Music, 2004
- Su Primera Orquesta, EMI, 2004
- Instrumentales Incomparables, EMI, 2004
- Serie de Oro:Grandes Exitos, EMI, 2008
- Patio Porteno, Blue Moon, 2008